# Chlorhoda pallens
Chlorhoda pallens là một loài bướm đêm thuộc phân họ Arctiinae, họ Erebidae.